# Axel Kühn
Axel Kühn (n. 22 iunie 1967, Erfurt, RDG) este un bober ce a reprezentat Germania, medaliat olimpic. A participat la o ediție a Jocurilor Olimpice (1992) în care a câștigat o medalie de argint.

## Participări
Lista de mai jos prezintă principalele competiții la care a participat Axel Kühn de-a lungul carierei.
- bobsleigh aux Jeux olympiques de 1992[*]